# Juchhöh (Bayreuth)
Juchhöh ist ein Gemeindeteil der kreisfreien Stadt Bayreuth im bayerischen Regierungsbezirk Oberfranken. Juchhöh liegt in der Gemarkung Seulbitz.

## Geografie
Die Einöde liegt am Fuße der Hohen Reut (456 m ü. NHN). Ein Anliegerweg führt 250 Meter westlich nach Seulbitz zur Kreisstraße BTs 6.

## Geschichte
Juchhöh wurde in der ersten Hälfte des 19. Jahrhunderts auf dem Gemeindegebiet von Seulbitz gegründet. Am 1. Juli 1976 wurde Juchhöh im Zuge der Gebietsreform in Bayern nach Bayreuth eingemeindet.

### Einwohnerentwicklung
| Jahr      | 001861 | 001871 | 001885 | 001900 | 001925 | 001950 | 001961 | 001970 | 001987 |
| Einwohner | 12     | 7      | 4      | 5      | 4      | 3      | 0      | 0      | *      |
| Häuser    |        |        | 1      | 1      | 1      | 1      | 0      |        | *      |
| Quelle    | [ 7 ]  | [ 8 ]  | [ 9 ]  | [ 10 ] | [ 11 ] | [ 12 ] | [ 13 ] | [ 14 ] | [ 15 ] |

## Religion
Juchhöh ist evangelisch-lutherisch geprägt und nach St. Johannis gepfarrt.